# Gabriele Giolito de' Ferrari

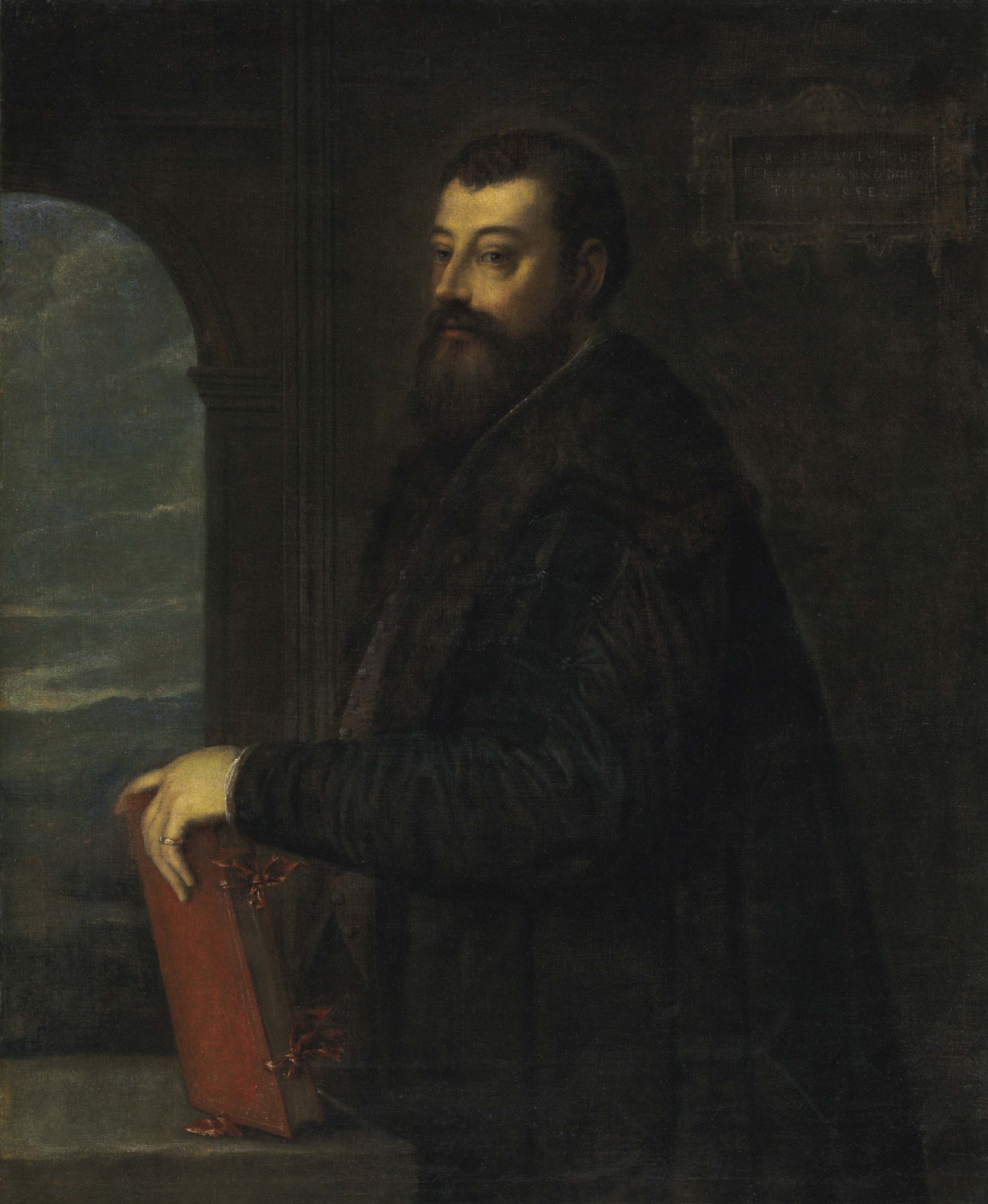
Gabriele Giolito de' Ferrari (Tiziano, 1554)

Giovanni Gabriele Giolito de' Ferrari (Trino, 1508 circa – Venezia, 1578) è stato un tipografo e editore italiano.

## Biografia
Nacque a Trino, nel Vercellese, dal libraio-editore Giovanni il Vecchio e Guglielmina Borgominieri. Attorno al 1520 Giovanni espanse la filiera anche a Venezia (all'epoca una delle capitali della nuova arte tipografica), dove mandò il figlio a gestire prima il commercio (dal 1531) e poi la produzione col marchio della Fenice (dal 1538). In questi anni Gabriele collaborò con il prozio Bernardino Stagnino, coinvestendo nella sua attività di stampa, fino a quando questa non passò definitivamente ai Giolito. 
Nella zona di Rialto, i Giolito fondarono una fiorente bottega: la Libreria della Fenice, che fungeva sia da libreria che da stamperia. Dopo la morte del padre, tra il 1539 e il 1541, Gabriele prese in mano l'azienda e iniziò a stampare col suo nome.

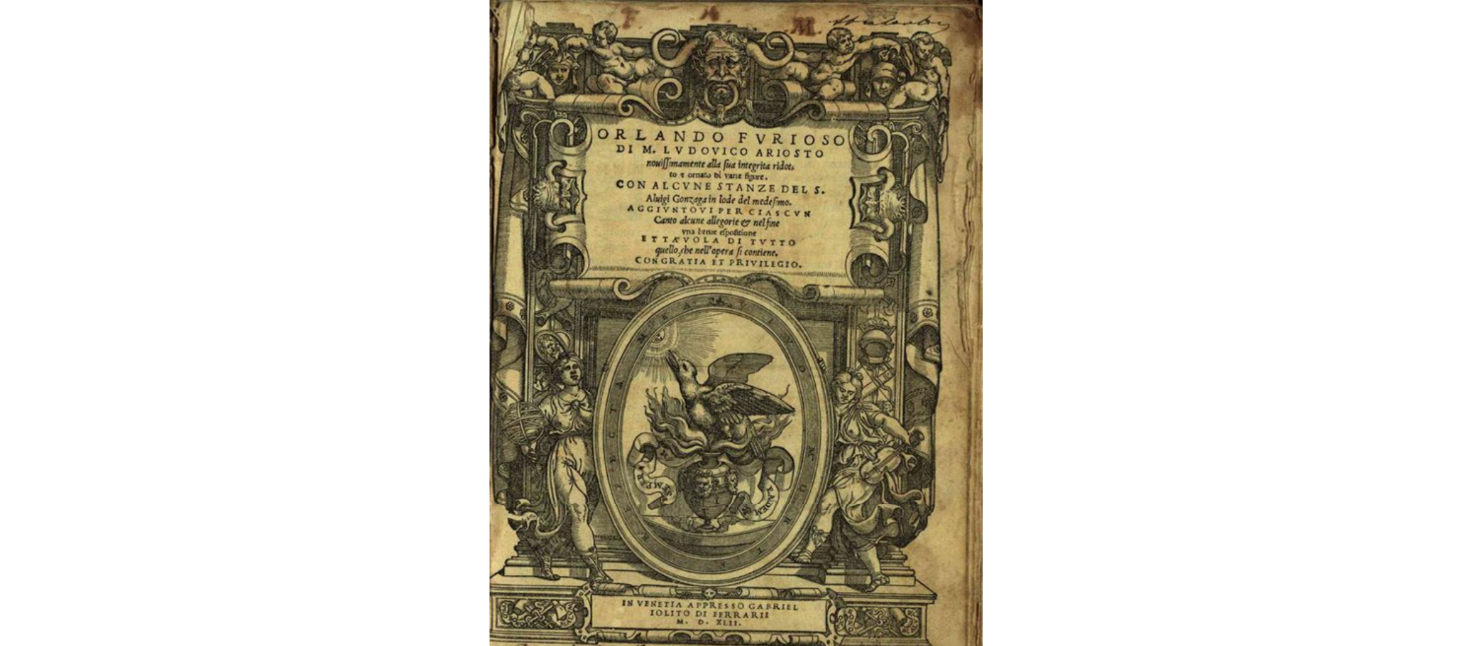
Frontespizio silografico per la prima ed. del Furioso di Ariosto, 1542, in-quarto; con marca della Fenice.

Gabriele cambiò l’indirizzo dell’impresa familiare, spostando il centro da Trino a Venezia. Dopo aver chiuso le attività aperte dal padre a Torino e Pavia, ne aprì altre a Padova, Ferrara, Bologna e Napoli: si garantì così sia una produzione centralizzata a Venezia sia una distribuzione nelle città strategiche.
Sposò nel 1544 Lucrezia Bin, dalla quale ebbe dodici figli, e ne investì la dote nella società “Gabriele Giolito de Ferrari, e fratelli”, che si sciolse nel 1556. In quegli anni entrò a far parte della Compagnia della Corona, una delle società editoriali più importanti dell’epoca, di cui facevano parte anche i Giunti e i Torresani, specializzata in edizioni giuridiche (che incrementò nel suo catalogo). 
Celebre è la sua marca tipografica, raffigurante - con numerose varianti - una fenice che fuoriesce dalle fiamme che si sprigionano da una sfera alata (rielaborazione dello stemma paterno, in cui la fenice spiccava il volo tra lingue di fuoco), con il motto "De la mia morte eterna vita i(o) vivo", la scritta sul cartiglio "Semper eadem" e le iniziali "G.G.F". Gabriele fu sempre molto attento alla sua marca, effettuando variazioni in base ai gusti del pubblico, al tema del volume e alla sua forza commerciale, secondo una vera e propria iniziativa di marketing. Nel 1547 riuscì perfino a ottenere il privilegio imperiale sulla marca della Fenice. In generale, Gabriele era solito fare richiesta di privilegio soprattutto per proteggere le novità in volgare dalla concorrenza; sono circa 276 i privilegi ottenuti di cui abbiamo notizia.

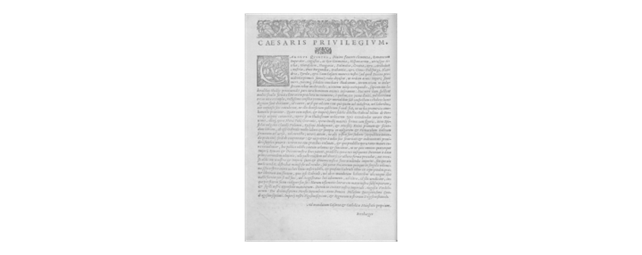
Paratesto preliminare nelle Trasformazioni di Lodovico Dolce, privilegio di Carlo V, 1555.

La sua politica editoriale fu fortemente orientata alla diffusione delle opere in lingua volgare. La sua edizione del 1542 dell’Orlando Furioso di Ludovico Ariosto, riccamente illustrata, contribuì a canonizzare l’autore. Nel 1553 ottenne il privilegio internazionale per Trasformazioni, la riscrittura in volgare de Le metamorfosi di Ovidio a cura di Ludovico Dolce, dalle numerose ristampe. Famosa è la sua edizione del 1555 de La Divina Comedia di Dante Alighieri, a cura di Ludovico Dolce, nel titolo della quale appare per la prima volta l'attributo Divina. 

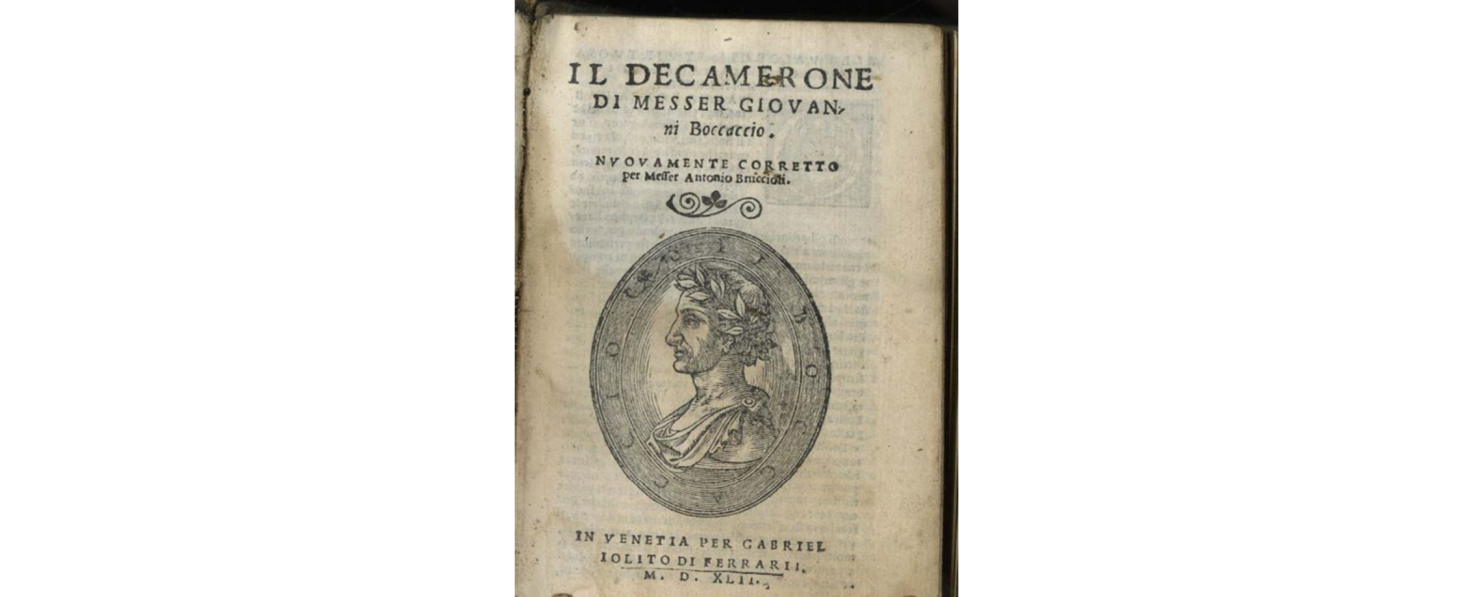
Frontespizio con ritratto di Boccaccio de Il Decamerone, ed. Brucioli corretta, 1542, in-quarto.

Oltre a opere in volgare originali, Gabriele stampò molti classici “volgarizzati”, vale a dire semplificati e ricostruiti in base alle necessità di un pubblico più ampio, che non aveva avuto un’educazione umanistica. Alla letteratura volgare aggiunse poi il filone liturgico-devozionale, in particolare dopo il Concilio di Trento del 1563, che aprì l’età della Controriforma. Pubblicò poi, fra gli altri, titoli di Bernardo Tasso, Cornelio Musso, Antonio de Guevara e Luis de Granada.
Il catalogo di Gabriele era sostenuto da alcuni autori di punta: Petrarca (24 edizioni), Boccaccio (26 ed.) e Ariosto (45 ed.); dagli anni 50 in poi si aggiunsero anche Musso (33 ed.), de Guevara (39 ed.) e de Granada (63 ed.). Insomma, l’approccio di Gabriele non era molto diverso da quello di un editore moderno a caccia di best seller.

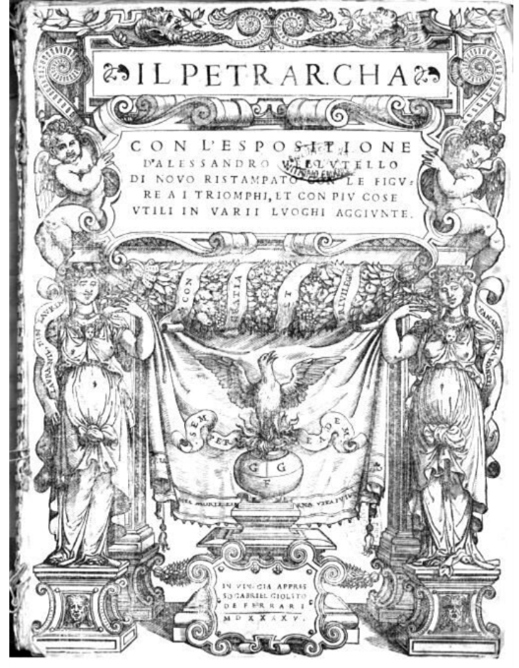
Frontespizio silografico per l’edizione delle Rime di Petrarca, comm. di Alessandro Vellutello, 1543, qui la ripresa identica del 1545, in-quarto; con marca della Fenice.

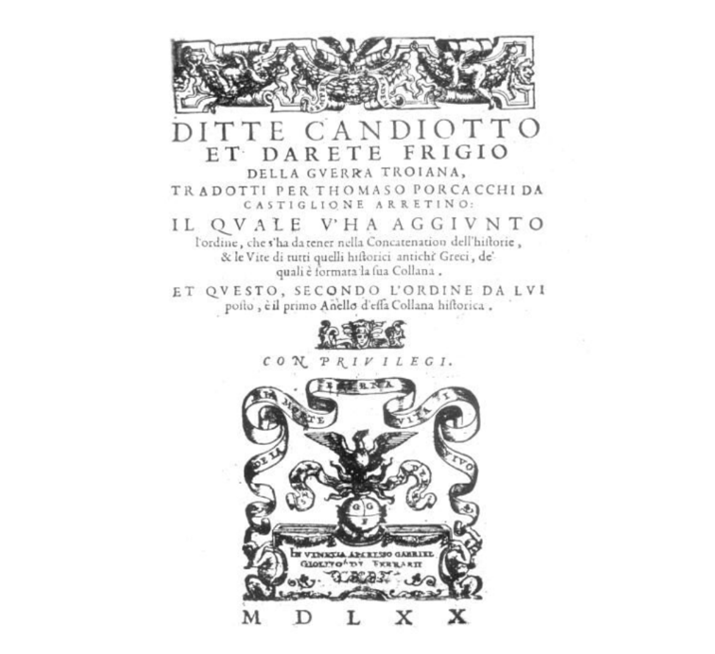
Frontespizio con menzione della Collana Historica: Ditte Candiotto, a cura di Tommaso Porcacchi, 1570, primo “anello”, in-quarto; con marca e motto della Fenice.

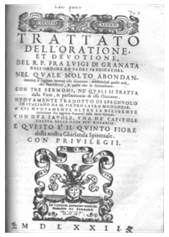
Frontespizio con menzione della collana Girlanda Spirituale: Luis de Granada, Trattato dell’oratione et devotione, 1572, quinto “fiore”.

Tra gli anni 40 e 50 del Cinquecento pubblicò antologie di Rime numerate in sequenza, facendosi promotore della serialità libraria. Inoltre, raccogliendo l’eredità di predecessori come Aldo Manuzio, ideò la prima collana editoriale: la «Collana historica», curata da Tommaso Porcacchi dal 1563 al 1585, comprendente in dodici "anelli" e "gioie" le opere volgarizzate di altrettanti storici greci (l'ultimo autore, Giuseppe Flavio, fu pubblicato dopo la sua morte). Il progetto di una sottocollana di storici latini, pure volgarizzati, non fu mai realizzato, anche se alcuni volgarizzamenti erano già pronti manoscritti per la stampa. La seconda collana, che dal 1568 raccolse 14 volumi in-quarto, fu la «Ghirlanda spirituale», i cui “fiori” contenevano quasi solo opere di Luis de Granada, realizzando un’altra novità editoriale: la collana per autore. Ci fu poi una terza collana nel 1574, ovvero «L’Albero spirituale» con i suoi “frutti” in-dodicesimo, ma ne fu pubblicato un solo volume (un’opera devozionale di Johannes Tauler).
Morì a Venezia nel 1578, prima del 3 marzo. Gli successero i figli Giovanni e Giovanni Paolo, i quali, dapprima coi loro nomi, poi semplicemente con la denominazione "appresso i Gioliti", proseguirono l'attività del padre fino al 1606.
In media Gabriele pubblicò 30 titoli annui, raggiungendo tra il 1545 e il 1560 anche picchi di 48 titoli, ed ebbe un calo solo negli anni 60, a causa della crisi del commercio librario a Venezia. In totale, tra il 1541 e il 1578 Giolito stampò circa 1109 edizioni: 527 titoli originali e 492 ristampe. La produzione era composta al 39% da letteratura, al 25,2% da religione, al 20,5% da trattatistica, all’11,7% da storia, all’1,6% da scienze naturali e allo 0,7% da diritto. I formati principali erano l’in-ottavo (soprattutto per letteratura), l’in-quarto e l’in-dodicesimo. Il 75% dei libri non costava più di due lire, visto il basso numero di fogli (da 2 a 19), ma rimanevano economicamente inaccessibili alla maggioranza della popolazione.
Per comprendere la capacità commerciale di Gabriele basti pensare che la sua produzione rappresenta l’86% dell’intero catalogo dei Giolito fino al 1606 e che i picchi di vendita corrispondono ai titoli del ventennio 45-65.

## Galleria d'immagini

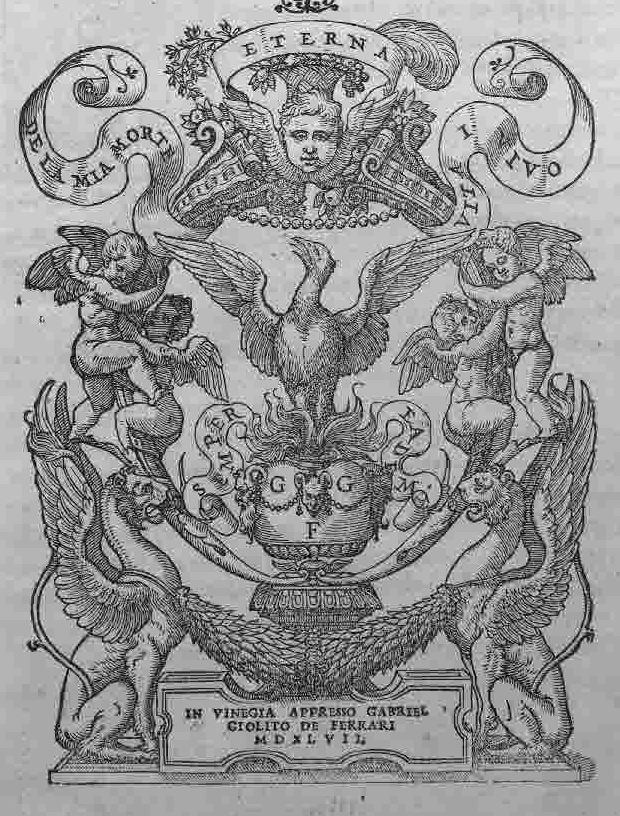
La fenice giolitina (1547)
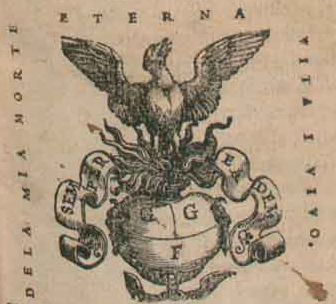
Variante della fenice
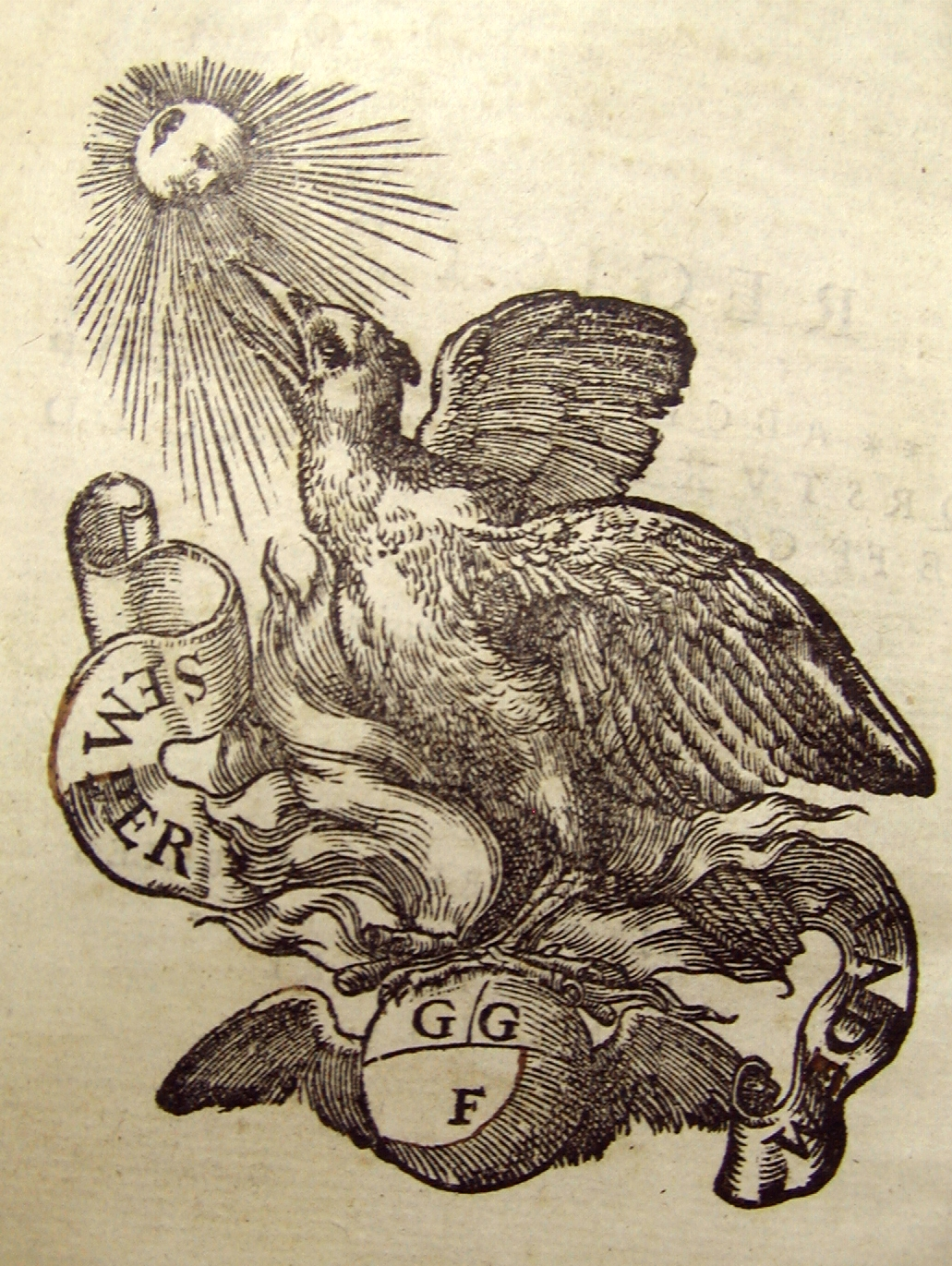
Variante della fenice
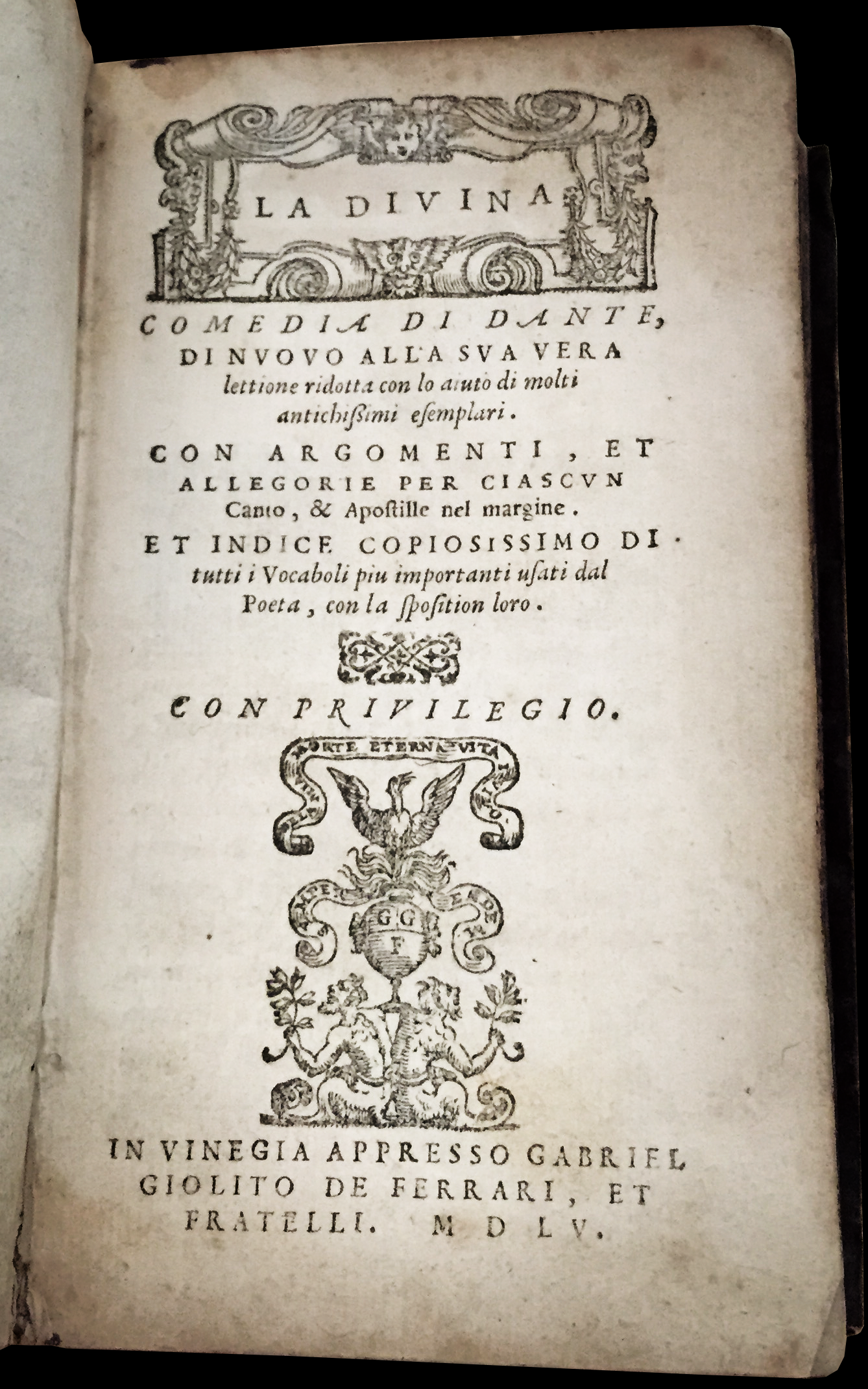
Frontespizio della Divina Commedia (1555), la prima edizione a recare nel titolo l'attributo "Divina"
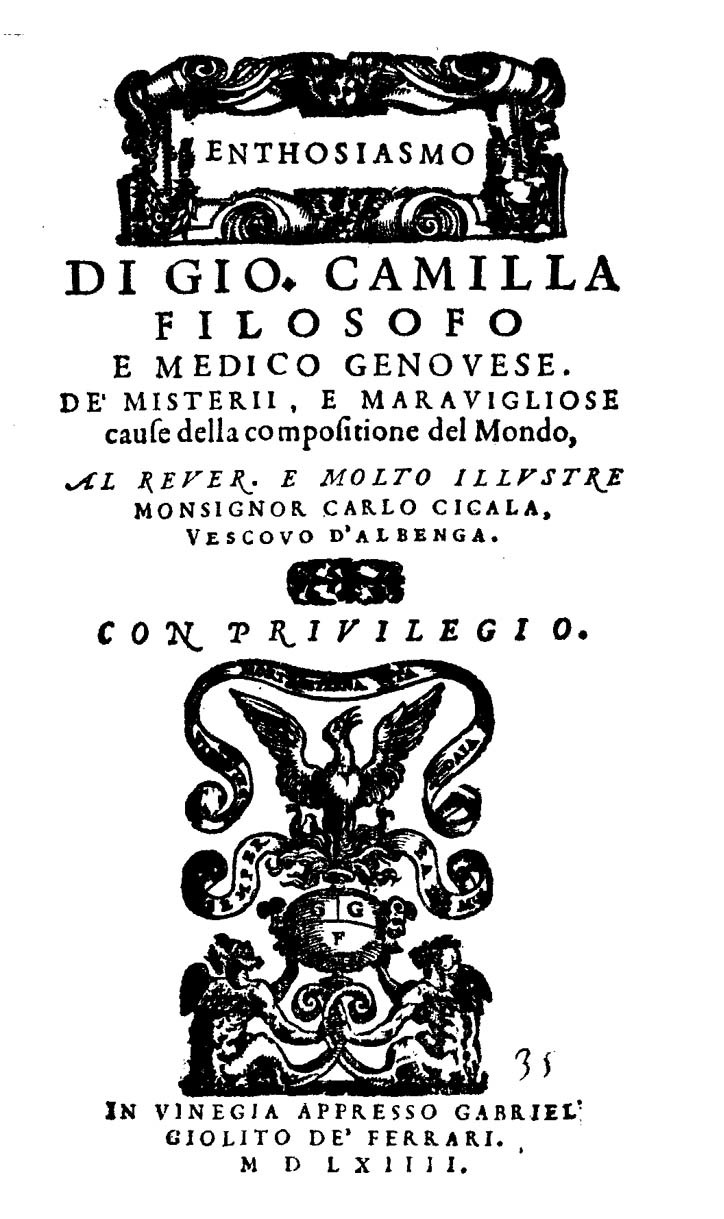
Frontespizio di Enthosiasmo di Giovanni Camilla (1564)